# Campeonato Mundial de Balonmano Masculino de 2021
El XXVII Campeonato Mundial de Balonmano Masculino se celebró en Egipto entre el 13 y el 31 de enero de 2021 bajo la organización de la Federación Internacional de Balonmano (IHF) y la Federación Egipcia de Balonmano.
Un total de treinta y dos selecciones nacionales de cinco confederaciones continentales compitieron por el título mundial, cuyo anterior portador era el equipo de Dinamarca, vencedor del Mundial de 2019.
El equipo de Dinamarca conquistó su segundo título mundial al derrotar en la final a la selección de Suecia con un marcador de 26-24. En el partido por el tercer lugar el conjunto de España venció al de Francia.

## Clasificación
| Competición                            | Fecha                                                  | Sede                       | Plazas | Equipos clasificados |
| -------------------------------------- | ------------------------------------------------------ | -------------------------- | ------ | --- |
| País anfitrión                         | –                                                      | –                          | 1      | Egipto |
| Campeonato Mundial                     | 10 – 27 de enero de 2019                               | Alemania · Dinamarca       | 1      | Dinamarca |
| Campeonato Centro y Sudamericano       | 21 – 25 de enero de 2020                               | Maringá · ( Brasil)        | 3      | Argentina Brasil Uruguay                                                                                                  |
| Campeonato Europeo                     | 9 – 26 de enero de 2020                                | Austria · Noruega · Suecia | 3      | España Croacia Noruega |
| Campeonato Africano                    | 16 – 26 de enero de 2020                               | Radès ( Túnez)             | 6      | Túnez Argelia Angola Cabo Verde Marruecos R. D. del Congo                                                                 |
| Campeonato Asiático                    | 16 – 27 de enero de 2020                               | Kuwait ( Kuwait)           | 4      | Catar Corea del Sur Japón Baréin                                                                                          |
| Campeonato Norteamericano y del Caribe | 2 – 9 de noviembre de 2020 (cancelado)                 | –                          | 1 0    | Estados Unidos |
| Torneo Centro y Sudamericano           | 4 – 7 de noviembre de 2020 (cancelado)                 | Montevideo · ( Uruguay)    | 1      | Chile |
| Proceso europeo de clasificación       | 23 de octubre de 2019 – 5 de julio de 2020 (cancelado) | –                          | 10 11  | Eslovenia Alemania Portugal Suecia Austria Hungría Bielorrusia Islandia República Checa Francia Macedonia del Norte Suiza |
| Oceanía                                | –                                                      | –                          | 0      | – |
| Invitación                             | –                                                      | –                          | 2      | Polonia Rusia |
| TOTAL                                  |                                                        |                            | 32     | 32 |

1. ↑  Debido a las restricciones causadas por la pandemia de COVID-19, el proceso de clasificación fue cancelado. En su lugar la IHF tomó como base de clasificación el ranking del Campeonato Europeo de Balonmano Masculino de 2020.[8]
2. ↑  Plaza disponible si algún equipo de Oceanía terminaba entre los primeros cinco en el Campeonato Asiático.

## Sedes
| Foto | Grupo                     | Ciudad          | Instalación                                | Capacidad |
| ---- | ------------------------- | --------------- | ------------------------------------------ | --------- |
|      | A, E y II                 | Seis de Octubre | Pabellón Deportivo de Seis de Octubre      | 5200      |
|      | B, F y I                  | El Cairo        | Pabellón Deportivo de la Nueva Capital     | 7500      |
|      | C y H                     | Borg El Arab    | Pabellón Deportivo de Borg El Arab         | 5000      |
|      | D, G, II, IV y fase final | El Cairo        | Pabellón Deportivo del Estadio de El Cairo | 17 000    |

## Árbitros
La IHF anunció el 4 de enero de 2021 la lista de 19 parejas de árbitros, provenientes de todas las federaciones continentales afiliadas, a excepción de la de Oceanía.
| País      | Árbitros                                |
| --------- | --------------------------------------- |
| Alemania  | Robert Schulze Tobias Tönnies           |
| Argelia   | Yusef Beljiri Sid Ali Hamidi            |
| Argentina | Julián López Grillo Sebastián Lenci     |
| Croacia   | Matija Gubica Boris Milošević           |
| Dinamarca | Mads Hansen Jesper Madsen               |
| Eslovenia | Bojan Lah David Sok                     |
| Egipto    | Alaa Emam Hosam Hedaia                  |
| España    | Óscar Raluy López Ángel Sabroso Ramírez |
| Francia   | Charlotte Bonaventura Julie Bonaventura |
| Francia   | Karim Gasmi Raouf Gasmi                 |

| País                | Árbitros                          |
| ------------------- | --------------------------------- |
| Irán                | Mayid Kolahduzan Alireza Musavian |
| Macedonia del Norte | Guiorgui Nachevski Slave Nikolov  |
| Montenegro          | Ivan Pavićević Miloš Ražnatović   |
| Noruega             | Håvard Kleven Lars Jørum          |
| Portugal            | Duarte Santos Ricardo Fonseca     |
| República Checa     | Václav Horáček Jiří Novotný       |
| Suecia              | Mirza Kurtagic Mattias Wetterwik  |
| Suiza               | Arthur Brunner Morad Salah        |
| Túnez               | Samir Krichen Samir Majluf        |

## Grupos
El sorteo de los grupos se llevó a cabo el 5 de septiembre de 2020 en las Pirámides de Giza, Egipto. Además de Dinamarca y Egipto, clasificados automáticamente como vigente campeón y organizador, respectivamente, los otros treinta equipos participantes, que consiguieron su plaza mediante las diferentes competiciones organizadas por las confederaciones correspondientes, se dividieron en cuatro bombos. Tras el sorteo, los ocho grupos quedaron de la siguiente manera:
| Grupo A    | Grupo B | Grupo C | Grupo D         | Grupo E | Grupo F   | Grupo G             | Grupo H       |
| ---------- | ------- | ------- | --------------- | ------- | --------- | ------------------- | ------------- |
| Alemania   | España  | Croacia | Dinamarca       | Noruega | Portugal  | Suecia              | Eslovenia     |
| Hungría    | Túnez   | Catar   | Argentina       | Austria | Argelia   | Egipto              | Bielorrusia   |
| Uruguay    | Brasil  | Japón   | Baréin          | Francia | Islandia  | Macedonia del Norte | Corea del Sur |
| Cabo Verde | Polonia | Angola  | R. D. del Congo | Suiza   | Marruecos | Chile               | RHF           |

## Primera fase
- Todos los partidos en la hora local de Egipto (UTC+2).

Los primeros tres de cada grupo alcanzan la segunda fase. Los equipos restantes juegan entre sí por los puestos 25 a 32.

### Grupo A
| Equipo     | J | G | E | P | GF  | GC | DG  | PTS |
| ---------- | - | - | - | - | --- | -- | --- | --- |
| Hungría    | 3 | 3 | 0 | 0 | 107 | 73 | +34 | 6   |
| Alemania   | 3 | 2 | 0 | 1 | 81  | 43 | +38 | 4   |
| Uruguay    | 3 | 1 | 0 | 2 | 42  | 87 | -45 | 2   |
| Cabo Verde | 3 | 0 | 0 | 3 | 27  | 54 | -27 | 0   |

- Resultados

| Fecha | Hora  | Partido¹   | Partido¹ | Partido¹   | Resultado |
| ----- | ----- | ---------- | -------- | ---------- | --------- |
| 15.01 | 19:00 | Alemania   | -        | Uruguay    | 43-14     |
| 15.01 | 21:30 | Hungría    | -        | Cabo Verde | 34-27     |
| 17.01 | 19:00 | Cabo Verde | -        | Alemania   | 0-10      |
| 17.01 | 21:30 | Hungría    | -        | Uruguay    | 44-18     |
| 19.01 | 19:00 | Uruguay    | -        | Cabo Verde | 10-0      |
| 19.01 | 21:30 | Alemania   | -        | Hungría    | 28-29     |

- (¹) – Todos en el estadio Seis de Octubre.

### Grupo B
| Equipo  | J | G | E | P | GF | GC | DG  | PTS |
| ------- | - | - | - | - | -- | -- | --- | --- |
| España  | 3 | 2 | 1 | 0 | 92 | 85 | +7  | 5   |
| Polonia | 3 | 2 | 0 | 1 | 89 | 78 | +11 | 4   |
| Brasil  | 3 | 0 | 2 | 1 | 84 | 94 | -10 | 2   |
| Túnez   | 3 | 0 | 1 | 2 | 90 | 98 | -8  | 1   |

- Resultados

| Fecha | Hora  | Partido¹ | Partido¹ | Partido¹ | Resultado |
| ----- | ----- | -------- | -------- | -------- | --------- |
| 15.01 | 19:00 | España   | -        | Brasil   | 29-29     |
| 15.01 | 21:30 | Túnez    | -        | Polonia  | 28-30     |
| 17.01 | 19:00 | Túnez    | -        | Brasil   | 32-32     |
| 17.01 | 21:30 | Polonia  | -        | España   | 26-27     |
| 19.01 | 19:00 | España   | -        | Túnez    | 36-30     |
| 19.01 | 21:30 | Brasil   | -        | Polonia  | 23-33     |

- (¹) – Todos en el estadio de la Nueva Capital.

### Grupo C
| Equipo  | J | G | E | P | GF | GC | DG  | PTS |
| ------- | - | - | - | - | -- | -- | --- | --- |
| Croacia | 3 | 2 | 1 | 0 | 83 | 73 | +10 | 5   |
| Catar   | 3 | 2 | 0 | 1 | 85 | 80 | +5  | 4   |
| Japón   | 3 | 1 | 1 | 1 | 88 | 89 | -1  | 3   |
| Angola  | 3 | 0 | 0 | 3 | 74 | 88 | -14 | 0   |

- Resultados

| Fecha | Hora  | Partido¹ | Partido¹ | Partido¹ | Resultado |
| ----- | ----- | -------- | -------- | -------- | --------- |
| 15.01 | 16:30 | Catar    | -        | Angola   | 30-25     |
| 15.01 | 19:00 | Croacia  | -        | Japón    | 29-29     |
| 17.01 | 16:30 | Catar    | -        | Japón    | 31-29     |
| 17.01 | 19:00 | Angola   | -        | Croacia  | 20-28     |
| 19.01 | 16:30 | Japón    | -        | Angola   | 30-29     |
| 19.01 | 19:00 | Croacia  | -        | Catar    | 26-24     |

- (¹) – Todos en el estadio de Borg El Arab.

### Grupo D
| Equipo          | J | G | E | P | GF  | GC  | DG  | PTS |
| --------------- | - | - | - | - | --- | --- | --- | --- |
| Dinamarca       | 3 | 3 | 0 | 0 | 104 | 59  | +45 | 6   |
| Argentina       | 3 | 2 | 0 | 1 | 72  | 74  | -2  | 4   |
| Baréin          | 3 | 1 | 0 | 2 | 75  | 85  | -10 | 2   |
| R. D. del Congo | 3 | 0 | 0 | 3 | 68  | 101 | -33 | 0   |

- Resultados

| Fecha | Hora  | Partido¹        | Partido¹ | Partido¹        | Resultado |
| ----- | ----- | --------------- | -------- | --------------- | --------- |
| 15.01 | 19:00 | Argentina       | -        | R. D. del Congo | 28-22     |
| 15.01 | 21:30 | Dinamarca       | -        | Baréin          | 34-20     |
| 17.01 | 19:00 | Argentina       | -        | Baréin          | 24-21     |
| 17.01 | 21:30 | R. D. del Congo | -        | Dinamarca       | 19-39     |
| 19.01 | 19:00 | Baréin          | -        | R. D. del Congo | 34-27     |
| 19.01 | 21:30 | Dinamarca       | -        | Argentina       | 31-20     |

- (¹) – Todos en el Estadio de El Cairo.

### Grupo E
| Equipo  | J | G | E | P | GF | GC  | DG  | PTS |
| ------- | - | - | - | - | -- | --- | --- | --- |
| Francia | 3 | 3 | 0 | 0 | 88 | 76  | +12 | 6   |
| Noruega | 3 | 2 | 0 | 1 | 93 | 82  | +11 | 4   |
| Suiza   | 3 | 1 | 0 | 2 | 77 | 81  | -4  | 2   |
| Austria | 3 | 0 | 0 | 3 | 82 | 101 | -19 | 0   |

- Resultados

| Fecha | Hora  | Partido¹ | Partido¹ | Partido¹ | Resultado |
| ----- | ----- | -------- | -------- | -------- | --------- |
| 14.01 | 19:00 | Austria  | -        | Suiza    | 25-28     |
| 14.01 | 21:30 | Noruega  | -        | Francia  | 24-28     |
| 16.01 | 19:00 | Austria  | -        | Francia  | 28-35     |
| 16.01 | 21:30 | Suiza    | -        | Noruega  | 25-31     |
| 18.01 | 19:00 | Francia  | -        | Suiza    | 25-24     |
| 18.01 | 21:30 | Noruega  | -        | Austria  | 38-29     |

- (¹) – Todos en el estadio Seis de Octubre.

### Grupo F
| Equipo    | J | G | E | P | GF | GC | DG  | PTS |
| --------- | - | - | - | - | -- | -- | --- | --- |
| Portugal  | 3 | 3 | 0 | 0 | 84 | 62 | +22 | 6   |
| Islandia  | 3 | 2 | 0 | 1 | 93 | 72 | +21 | 4   |
| Argelia   | 3 | 1 | 0 | 2 | 67 | 88 | -21 | 2   |
| Marruecos | 3 | 0 | 0 | 3 | 66 | 88 | -22 | 0   |

- Resultados

| Fecha | Hora  | Partido¹  | Partido¹ | Partido¹  | Resultado |
| ----- | ----- | --------- | -------- | --------- | --------- |
| 14.01 | 19:00 | Argelia   | -        | Marruecos | 24-23     |
| 14.01 | 21:30 | Portugal  | -        | Islandia  | 25-23     |
| 16.01 | 19:00 | Marruecos | -        | Portugal  | 20-33     |
| 16.01 | 21:30 | Argelia   | -        | Islandia  | 24-39     |
| 18.01 | 19:00 | Portugal  | -        | Argelia   | 26-19     |
| 18.01 | 21:30 | Islandia  | -        | Marruecos | 31-23     |

- (¹) – Todos en el estadio de la Nueva Capital.

### Grupo G
| Equipo              | J | G | E | P | GF | GC  | DG  | PTS |
| ------------------- | - | - | - | - | -- | --- | --- | --- |
| Suecia              | 3 | 3 | 0 | 0 | 97 | 69  | +28 | 6   |
| Egipto              | 3 | 2 | 0 | 1 | 96 | 72  | +24 | 4   |
| Macedonia del Norte | 3 | 1 | 0 | 2 | 71 | 99  | -28 | 2   |
| Chile               | 3 | 0 | 0 | 3 | 84 | 108 | -24 | 0   |

- Resultados

| Fecha | Hora  | Partido¹            | Partido¹ | Partido¹            | Resultado |
| ----- | ----- | ------------------- | -------- | ------------------- | --------- |
| 13.01 | 19:00 | Egipto              | -        | Chile               | 35-29     |
| 14.01 | 21:30 | Suecia              | -        | Macedonia del Norte | 32-20     |
| 16.01 | 19:00 | Egipto              | -        | Macedonia del Norte | 38-19     |
| 16.01 | 21:30 | Chile               | -        | Suecia              | 26-41     |
| 18.01 | 19:00 | Macedonia del Norte | -        | Chile               | 32-29     |
| 18.01 | 21:30 | Suecia              | -        | Egipto              | 24-23     |

- (¹) – Todos en el Estadio de El Cairo.

### Grupo H
| Equipo        | J | G | E | P | GF  | GC  | DG  | PTS |
| ------------- | - | - | - | - | --- | --- | --- | --- |
| RHF           | 3 | 2 | 1 | 0 | 93  | 83  | +10 | 5   |
| Eslovenia     | 3 | 2 | 0 | 1 | 105 | 85  | +20 | 4   |
| Bielorrusia   | 3 | 1 | 1 | 1 | 89  | 85  | +4  | 3   |
| Corea del Sur | 3 | 0 | 0 | 3 | 79  | 113 | -34 | 0   |

- Resultados

| Fecha | Hora  | Partido¹      | Partido¹ | Partido¹      | Resultado |
| ----- | ----- | ------------- | -------- | ------------- | --------- |
| 14.01 | 16:30 | Bielorrusia   | -        | RHF           | 32-32     |
| 14.01 | 19:00 | Eslovenia     | -        | Corea del Sur | 51-29     |
| 16.01 | 16:30 | Bielorrusia   | -        | Corea del Sur | 32-24     |
| 16.01 | 19:00 | RHF           | -        | Eslovenia     | 31-25     |
| 18.01 | 16:30 | Corea del Sur | -        | RHF           | 26-30     |
| 18.01 | 19:00 | Eslovenia     | -        | Bielorrusia   | 29-25     |

- (¹) – Todos en el estadio de Borg El Arab.

## Segunda fase
- Todos los partidos en la hora local de Egipto (UTC+2).

Los primeros dos de cada grupo disputan los cuartos de final.

### Grupo I
| Equipo   | J | G | E | P | GF  | GC  | DG   | PTS |
| -------- | - | - | - | - | --- | --- | ---- | --- |
| España   | 5 | 4 | 1 | 0 | 162 | 134 | +28  | 9   |
| Hungría  | 5 | 4 | 0 | 1 | 160 | 131 | +29  | 8   |
| Alemania | 5 | 2 | 1 | 2 | 153 | 122 | +31  | 5   |
| Polonia  | 5 | 2 | 1 | 2 | 138 | 119 | +19  | 5   |
| Brasil   | 5 | 1 | 1 | 3 | 136 | 139 | -3   | 3   |
| Uruguay  | 5 | 0 | 0 | 5 | 88  | 192 | -104 | 0   |

- Resultados

| Fecha | Hora  | Partido¹ | Partido¹ | Partido¹ | Resultado |
| ----- | ----- | -------- | -------- | -------- | --------- |
| 21.01 | 16:30 | Uruguay  | -        | Polonia  | 16-30     |
| 21.01 | 19:00 | Hungría  | -        | Brasil   | 29-23     |
| 21.01 | 21:30 | España   | -        | Alemania | 32-28     |
| 23.01 | 16:30 | Uruguay  | -        | España   | 23-38     |
| 23.01 | 19:00 | Polonia  | -        | Hungría  | 26-30     |
| 23.01 | 21:30 | Alemania | -        | Brasil   | 31-24     |
| 25.01 | 16:30 | Brasil   | -        | Uruguay  | 37-17     |
| 25.01 | 19:00 | España   | -        | Hungría  | 36-28     |
| 25.01 | 21:30 | Polonia  | -        | Alemania | 23-23     |

- (¹) – Todos en el estadio de la Nueva Capital.

### Grupo II
| Equipo    | J | G | E | P | GF  | GC  | DG  | PTS |
| --------- | - | - | - | - | --- | --- | --- | --- |
| Dinamarca | 5 | 5 | 0 | 0 | 169 | 116 | +53 | 10  |
| Catar     | 5 | 3 | 0 | 2 | 132 | 135 | -3  | 6   |
| Argentina | 5 | 3 | 0 | 2 | 120 | 121 | -1  | 6   |
| Croacia   | 5 | 2 | 1 | 2 | 128 | 132 | -4  | 5   |
| Japón     | 5 | 1 | 1 | 3 | 138 | 147 | -9  | 3   |
| Baréin    | 5 | 0 | 0 | 5 | 107 | 143 | -36 | 0   |

- Resultados

| Fecha | Hora  | Partido¹  | Partido¹ | Partido¹  | Resultado |
| ----- | ----- | --------- | -------- | --------- | --------- |
| 21.01 | 16:30 | Japón     | -        | Argentina | 24-28     |
| 21.01 | 19:00 | Croacia   | -        | Baréin    | 28-18     |
| 21.01 | 21:30 | Dinamarca | -        | Catar     | 32-23     |
| 23.01 | 16:30 | Catar     | -        | Baréin    | 28-23     |
| 23.01 | 19:00 | Argentina | -        | Croacia   | 23-19     |
| 23.01 | 21:30 | Japón     | -        | Dinamarca | 27-34     |
| 25.01 | 16:30 | Baréin    | -        | Japón     | 25-29     |
| 25.01 | 19:00 | Argentina | -        | Catar     | 25-26     |
| 25.01 | 21:30 | Dinamarca | -        | Croacia   | 38-26     |

- (¹) – Todos en el Estadio de El Cairo.

### Grupo III
| Equipo   | J | G | E | P | GF  | GC  | DG  | PTS |
| -------- | - | - | - | - | --- | --- | --- | --- |
| Francia  | 5 | 5 | 0 | 0 | 142 | 123 | +19 | 10  |
| Noruega  | 5 | 4 | 0 | 1 | 155 | 137 | +18 | 8   |
| Portugal | 5 | 3 | 0 | 2 | 135 | 132 | +3  | 6   |
| Suiza    | 5 | 2 | 0 | 3 | 125 | 131 | -6  | 4   |
| Islandia | 5 | 1 | 0 | 4 | 139 | 132 | +7  | 2   |
| Argelia  | 5 | 0 | 0 | 5 | 116 | 157 | -41 | 0   |

- Resultados

| Fecha | Hora  | Partido¹ | Partido¹ | Partido¹ | Resultado |
| ----- | ----- | -------- | -------- | -------- | --------- |
| 20.01 | 16:30 | Suiza    | -        | Islandia | 20-18     |
| 20.01 | 19:00 | Francia  | -        | Argelia  | 29-26     |
| 20.01 | 21:30 | Portugal | -        | Noruega  | 28-29     |
| 22.01 | 16:30 | Suiza    | -        | Portugal | 29-33     |
| 22.01 | 19:00 | Islandia | -        | Francia  | 26-28     |
| 22.01 | 21:30 | Noruega  | -        | Argelia  | 36-23     |
| 24.01 | 16:30 | Argelia  | -        | Suiza    | 24-27     |
| 24.01 | 19:00 | Islandia | -        | Noruega  | 33-35     |
| 24.01 | 21:30 | Portugal | -        | Francia  | 23-32     |

- (¹) – Todos en el estadio Seis de Octubre.

### Grupo IV
| Equipo              | J | G | E | P | GF  | GC  | DG  | PTS |
| ------------------- | - | - | - | - | --- | --- | --- | --- |
| Suecia              | 5 | 3 | 2 | 0 | 144 | 117 | +27 | 8   |
| Egipto              | 5 | 3 | 1 | 1 | 149 | 117 | +32 | 7   |
| Eslovenia           | 5 | 2 | 2 | 1 | 138 | 130 | +8  | 6   |
| RHF                 | 5 | 2 | 1 | 2 | 138 | 139 | -1  | 5   |
| Bielorrusia         | 5 | 1 | 2 | 2 | 139 | 148 | -9  | 4   |
| Macedonia del Norte | 5 | 0 | 0 | 5 | 106 | 163 | -57 | 0   |

- Resultados

| Fecha | Hora  | Partido¹            | Partido¹ | Partido¹            | Resultado |
| ----- | ----- | ------------------- | -------- | ------------------- | --------- |
| 20.01 | 16:30 | Macedonia del Norte | -        | Eslovenia           | 21-31     |
| 20.01 | 19:00 | RHF                 | -        | Egipto              | 23-28     |
| 20.01 | 21:30 | Suecia              | -        | Bielorrusia         | 26-26     |
| 22.01 | 16:30 | Macedonia del Norte | -        | RHF                 | 20-32     |
| 22.01 | 19:00 | Egipto              | -        | Bielorrusia         | 35-26     |
| 22.01 | 21:30 | Eslovenia           | -        | Suecia              | 28-28     |
| 24.01 | 16:30 | Bielorrusia         | -        | Macedonia del Norte | 30-26     |
| 24.01 | 19:00 | Eslovenia           | -        | Egipto              | 25-25     |
| 24.01 | 21:30 | RHF                 | -        | Suecia              | 20-34     |

- (¹) – Todos en el Estadio de El Cairo.

## Fase final
- Todos los partidos en la hora local de Egipto (UTC+2).

|  | Cuartos de final | Cuartos de final |           |         | Semifinales | Semifinales |        |              | Final        | Final       |  |
|  | 27 de enero      | 27 de enero      |           |         | 29 de enero | 29 de enero |        |              | 31 de enero  | 31 de enero |  |
|  |                  |                  |           |         |             |             |        |              |              |             |  |
|  |                  |                  |           |         |             |             |        |              |              |             |  |
|  | España           | 31               |           |         |             |             |        |              |              |             |  |
|  | España           | 31               |           |         |             |             |        |              |              |             |  |
|  | Noruega          | 26               |           |         |             |             |        |              |              |             |  |
|  | Noruega          | 26               |           | España  | 33          |             |        |              |              |             |  |
|  |                  |                  |           | España  | 33          |             |        |              |              |             |  |
|  |                  |                  | Dinamarca | 34      |             |             |        |              |              |             |  |
|  | Dinamarca P      | 35 (4)           | Dinamarca | 34      |             |             |        |              |              |             |  |
|  | Dinamarca P      | 35 (4)           |           |         |             |             |        |              |              |             |  |
|  | Egipto           | 35 (3)           |           |         |             |             |        |              |              |             |  |
|  | Egipto           | 35 (3)           |           |         |             |             |        | Dinamarca    | 26           |             |  |
|  |                  |                  |           |         |             |             |        | Dinamarca    | 26           |             |  |
|  |                  |                  | Suecia    | 24      |             |             |        |              |              |             |  |
|  | Francia TE       | 35               | Suecia    | 24      |             |             |        |              |              |             |  |
|  | Francia TE       | 35               |           |         |             |             |        |              |              |             |  |
|  | Hungría          | 32               |           |         |             |             |        |              |              |             |  |
|  | Hungría          | 32               |           | Francia | 26          |             |        | Tercer lugar | Tercer lugar |             |  |
|  |                  |                  |           | Francia | 26          |             |        | Tercer lugar | Tercer lugar |             |  |
|  |                  |                  | Suecia    | 32      |             |             |        |              |              |             |  |
|  | Suecia           | 35               | Suecia    | 32      |             |             | España | 35           |              |             |  |
|  | Suecia           | 35               |           |         |             |             | España | 35           |              |             |  |
|  | Catar            | 23               |           |         |             |             |        |              | Francia      | 29          |  |
|  | Catar            | 23               |           |         |             |             |        |              | Francia      | 29          |  |
|  |                  |                  |           |         |             |             |        |              |              |             |  |

### Cuartos de final
| Fecha | Hora  | Partido¹  | Partido¹ | Partido¹ | Resultado        |
| ----- | ----- | --------- | -------- | -------- | ---------------- |
| 27.01 | 18:30 | Dinamarca | -        | Egipto   | 35-35 (4-3) P    |
| 27.01 | 21:30 | España    | -        | Noruega  | 31-26            |
| 27.01 | 21:30 | Francia   | -        | Hungría  | 35-32 TE (30-30) |
| 27.01 | 21:30 | Suecia    | -        | Catar    | 35-23            |

- (¹) – El primero y el último en el Estadio de El Cairo, el segundo en el Estadio de la Nueva Capital y el tercero en el Estadio Seis de Octubre.

### Semifinales
| Fecha | Hora  | Partido¹ | Partido¹ | Partido¹  | Resultado |
| ----- | ----- | -------- | -------- | --------- | --------- |
| 29.01 | 18.30 | Francia  | -        | Suecia    | 26-32     |
| 29.01 | 21.30 | España   | -        | Dinamarca | 33-34     |

- (¹) – En el Estadio de El Cairo.

### Tercer lugar
| Fecha | Hora  | Partido¹ | Partido¹ | Partido¹ | Resultado |
| ----- | ----- | -------- | -------- | -------- | --------- |
| 31.01 | 15.30 | España   | -        | Francia  | 35-29     |

### Final
| Fecha | Hora  | Partido¹  | Partido¹ | Partido¹ | Resultado |
| ----- | ----- | --------- | -------- | -------- | --------- |
| 31.01 | 18.30 | Dinamarca | -        | Suecia   | 26-24     |

- (¹) – En el Estadio de El Cairo.

## Medallero
| Dinamarca | Suecia | España |
| Lasse Andersson Magnus Bramming Mathias Gidsel Simon Hald Jóhan Hansen Mikkel Hansen Jacob Holm Benjamin Jakobsen (R) Emil Jakobsen Nikolaj Læsø Magnus Landin Niklas Landin Mads Mensah Larsen Kevin Møller Henrik Møllgaard Emil Nielsen Nikolaj Øris Nielsen Morten Olsen Magnus Saugstrup Lasse Svan Hansen Anders Zachariassen | Mikael Aggefors Oscar Bergendahl Jonathan Carlsbogård Valter Chrintz Felix Claar Max Darj Jonathan Edvardsson Jim Gottfridsson Peter Johannesson Alfred Jönsson Albin Lagergren Anton Lindskog Andreas Palicka Lucas Pellas Linus Persson (R) Daniel Pettersson Fredric Pettersson Lukas Sandell Oskar Sunnefeldt Jack Thurin Hampus Wanne | Julen Aguinagalde Aitor Ariño Bengoechea Joan Cañellas Reixach Rodrigo Corrales Alex Dujshebaev Daniel Dujshebaev Raúl Entrerríos Rodríguez Ángel Fernández Pérez Adrià Figueras Trejo Aleix Gómez Abelló Iosu Goñi Leoz Gedeón Guardiola Villaplana Sergey Hernández Jorge Maqueda Peña Rubén Marchán Criado Viran Morros de Argila Gonzalo Pérez de Vargas Daniel Sarmiento Melián Ferrán Solé Sala |
| Nikolaj Jacobsen (seleccionador) | Glenn Solberg (seleccionador) | Jordi Ribera (seleccionador) |

## Estadísticas

### Clasificación general
| 1. Dinamarca CM         |
| 2. Suecia               |
| 3. España               |
| 4. Francia              |
| 5. Hungría              |
| 6. Noruega              |
| 7. Egipto               |
| 8. Catar                |
| 9. Eslovenia            |
| 10. Portugal            |
| 11. Argentina           |
| 12. Alemania            |
| 13. Polonia             |
| 14. RHF                 |
| 15. Croacia             |
| 16. Suiza               |
| 17. Bielorrusia         |
| 18. Brasil              |
| 19. Japón               |
| 20. Islandia            |
| 21. Baréin              |
| 22. Argelia             |
| 23. Macedonia del Norte |
| 24. Uruguay             |
| 25. Túnez               |
| 26. Austria             |
| 27. Chile               |
| 28. R. D. del Congo     |
| 29. Marruecos           |
| 30. Angola              |
| 31. Corea del Sur       |
| 32. Cabo Verde          |

### Máximos goleadores
| N.º | Nombre           | Selección     | Goles | Tiros | %    | Partidos jugados |
| --- | ---------------- | ------------- | ----- | ----- | ---- | ---------------- |
| 1   | Frankis Marzo    | Catar         | 58    | 96    | 60 % | 7                |
| 2   | Sander Sagosen   | Noruega       | 54    | 83    | 65 % | 7                |
| 3   | Hampus Wanne     | Suecia        | 43    | 71    | 75 % | 9                |
| 4   | Erwin Feuchtmann | Chile         | 49    | 78    | 63 % | 7                |
| 5   | Mikkel Hansen    | Dinamarca     | 48    | 69    | 70 % | 7                |
| 6   | Andy Schmid      | Suiza         | 44    | 80    | 55 % | 6                |
| 7   | Mohamed Darmul   | Túnez         | 40    | 49    | 82 % | 6                |
| 8   | Mathias Gidsel   | Dinamarca     | 39    | 49    | 80 % | 9                |
| 8   | Kim Jin-Young    | Corea del Sur | 39    | 72    | 54 % | 6                |
| 8   | Rodrigo Salinas  | Chile         | 39    | 59    | 66 % | 6                |

Fuente: 

### Mejores porteros
| N.º | Nombre                   | Equipo    | Paradas | Tiros | %    | Partidos jugados |
| --- | ------------------------ | --------- | ------- | ----- | ---- | ---------------- |
| 1   | Humberto Gomes           | Portugal  | 33      | 76    | 43 % | 6                |
| 2   | Gonzalo Pérez de Vargas  | España    | 66      | 182   | 36 % | 8                |
| 2   | Leonel Carlos Maciel     | Argentina | 57      | 159   | 36 % | 6                |
| 2   | Johannes Bitter          | Alemania  | 33      | 92    | 36 % | 5                |
| 2   | Urban Lesjak             | Eslovenia | 27      | 76    | 36 % | 4                |
| 6   | Adam Morawski            | Polonia   | 56      | 158   | 35 % | 6                |
| 6   | Stanislav Tretynko       | RHF       | 21      | 60    | 35 % | 4                |
| 8   | Andreas Palicka          | Suecia    | 72      | 213   | 34 % | 9                |
| 8   | Rodrigo Corrales         | España    | 54      | 160   | 34 % | 9                |
| 8   | Klemen Ferlin            | Eslovenia | 44      | 131   | 34 % | 6                |
| 8   | Kristian Sæverås         | Noruega   | 37      | 108   | 34 % | 7                |
| 8   | Björgvin Páll Gústavsson | Islandia  | 36      | 107   | 34 % | 5                |
| 8   | Kevin Møller             | Dinamarca | 29      | 86    | 34 % | 8                |
| 8   | Juan Bar                 | Argentina | 18      | 53    | 34 % | 6                |

Fuente: 

### Equipo ideal
- Mejor jugador del campeonato —MVP—: Mikkel Hansen[1] ( Dinamarca).

| Posición          | Nombre           | País      |
| ----------------- | ---------------- | --------- |
| Portero           | Andreas Palicka  | Suecia    |
| Extremo derecho   | Ferran Solé      | España    |
| Extremo izquierdo | Hampus Wanne     | Suecia    |
| Pivote            | Ludovic Fabregas | Francia   |
| Central           | Jim Gottfridsson | Suecia    |
| Lateral derecho   | Mathias Gidsel   | Dinamarca |
| Lateral izquierdo | Mikkel Hansen    | Dinamarca |

Fuente: 